# 埃姆里阿隆
埃姆里阿隆（法語：Esmery-Hallon，法語發音：[ɛmʁi alɔ̃]）是法国上法蘭西大區索姆省的一个市镇，属于佩罗讷区。

## 地理
埃姆里阿隆（49°43'1"N, 3°0'35"E）面积18.9 平方千米，位于法国上法蘭西大區索姆省，该省份为法国北部沿海省份，北起加来海峡省和北部省，西接滨海塞纳省和大西洋英吉利海峡，南至瓦兹省，东临埃纳省。
与埃姆里阿隆接壤的市镇（或旧市镇、城区）包括：弗拉维勒梅尔德、弗雷尼什、戈朗库尔、吉斯卡尔、利贝尔蒙、埃珀维尔、翁布勒、米耶-维莱特。

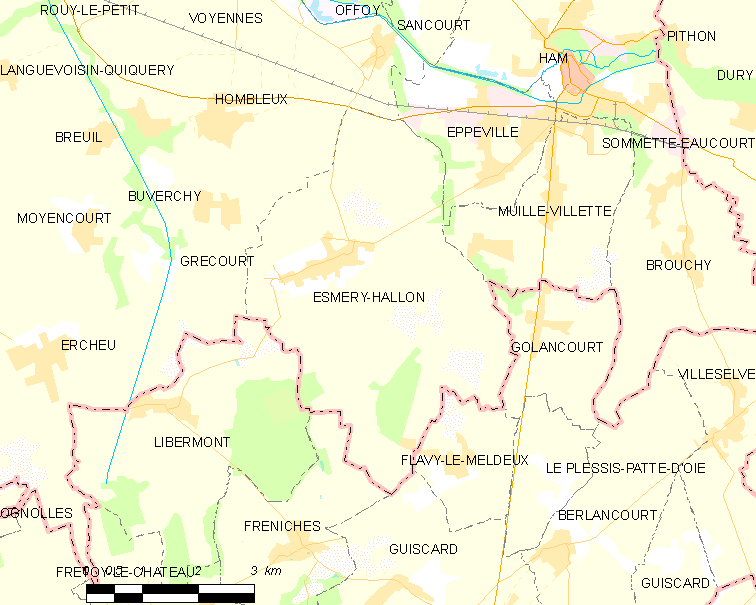
埃姆里阿隆的OSM定位图

埃姆里阿隆的时区为UTC+01:00、UTC+02:00（夏令时）。

## 行政
埃姆里阿隆的邮政编码为80400，INSEE市镇编码为80284。

## 政治
埃姆里阿隆所属的省级选区为阿姆县。

## 人口

1962-2008年间埃姆里阿隆人口变化图示

埃姆里阿隆于2022年1月1日时的人口数量为713人。